# Ugo Bardi
Ugo Bardi (* 23. Mai 1952 in Florenz) ist ein italienischer Chemiker und Professor für Physikalische Chemie an der Universität Florenz.

## Akademische Laufbahn und Wirken
Bardi studierte Chemie an der Universität Florenz und schloss dieses Studium im Jahr 1976 mit Erwerb der Laurea ab. Von 1976 bis 1977 war er als Postdoc an der State University of New York tätig, von 1977 bis 1979 als Assistent an der Universität Aix-Marseille. Von 1980 bis 1982 war er ebenfalls als Postdoc an der University of Berkeley beschäftigt. Später kehrte er an die Universität Florenz zurück, wo er Professor im Fachbereich Chemie wurde.
Gemeinsam mit Charles Hall ist Bardi Chefredakteur der 2016 neu aufgelegten Fachzeitschrift BioPhysical Economics and Resource Quality, ehemaliger Chefredakteur von Frontiers in Energy Systems and Policy und Mitglied des Club of Rome. Darüber hinaus ist er Mitglied des wissenschaftlichen Beirats der ASPO und Gründer von deren italienischer Abteilung.
Bardis Modell „Seneca-Effekt“ beschreibt eine Situation, in der der Niedergang einer Produktion schneller abläuft als zuvor ihr Anstieg.

## Trivia
Bardi betreibt einen eigenen Blog auf Englisch und italienisch.

## Publikationen (Auswahl)

### Monographien
- La fine del petrolio, Riuniti 2003, ISBN 978-88-359-5425-5.
- mit Giovanni Pancani, Storia petrolifera del bel paese, Le Balze 2006, ISBN 88-7539-126-2.
- Il libro della Chimera, Polistampa Firenze 2008, ISBN 88-596-0365-X ISBN 978-88-596-0365-8.
- The Limits to Growth Revisited, Springer 2011, ISBN 978-1-4419-9415-8.
- La Terra svuotata, Editori Riuniti 2011, ISBN 978-88-6473-067-7.
  - Der geplünderte Planet. Die Zukunft des Menschen im Zeitalter schwindender Ressourcen, München 2013, ISBN 978-3-86581-410-4.
  - Extracted. How the Quest for Mineral Wealth Is Plundering the Planet, Chelsea Green Pub Co 2014, ISBN 978-1-60358-541-5.
- The Seneca Effect: Why Growth is Slow but Collapse is Rapid, Springer International Publishing, 2017, ISBN 978-3-319-57206-2.
  - Der Seneca-Effekt. Warum Systeme kollabieren und wie wir damit umgehen können. Oekom Verlag, Oktober 2017, ISBN 3-96006-010-6.

### Journalbeiträge
- Ugo Bardi, Andrea Atrei, Gianfranco Rovida, Initial stages of oxidation of the Ni3Al alloy: structure and composition of the aluminum oxide overlayer studied by XPS, LEIS and LEED. In: Surface Science 268, Issues 1–3, (1992), 87–97, doi:10.1016/0039-6028(92)90952-3.
- Andrea Balduccia, Ugo Bardi, Stefano Caporali, Marina Mastragostino, Francesca Soavi, Ionic liquids for hybrid supercapacitors. In: Electrochemistry Communications 6, Issue 6, (2004), 566–570, doi:10.1016/j.elecom.2004.04.005.
- Gaia Ballerini, Ugo Bardi, Roberto Bignucolo, Giuseppe Ceraolo, About some corrosion mechanisms of AZ91D magnesium alloy. In: Corrosion Science 47, Issue 9, (2005), 2173–2184, doi:10.1016/j.corsci.2004.09.018.
- Ugo Bardi, The mineral economy: a model for the shape of oil production curves. In: Energy Policy 33, Issue 1, (2005), 53–61, doi:10.1016/S0301-4215(03)00197-6.
- Stefano Caporali, Alessio Fossati, Alessandro Lavacchi, Ilaria Perissi, Alexander Tolstogouzov, Ugo Bardi, Aluminium electroplated from ionic liquids as protective coating against steel corrosion. In: Corrosion Science 50, Issue 2, 2008, 534–539, doi:10.1016/j.corsci.2007.08.001.
- Ilaria Perissia, Ugo Bardi, Stefano Caporali, Alessio Fossati, Alessandro Lavacchi, Ionic liquids as diathermic fluids for solar trough collectors’ technology: A corrosion study. In: Solar Energy Materials and Solar Cells 92, Issue 4, (2008), 510–517, doi:10.1016/j.solmat.2007.11.007.
- Ugo Bardi, Peak oil: The four stages of a new idea. In: Energy 34, Issue 3, (2009), 323–326, doi:10.1016/j.energy.2008.08.015.
- Ugo Bardi, Alessandro Lavacchi: A simple interpretation of Hubbert’s model of resource exploitation. In: Energies. Band 2, Nr. 3, 2009, S. 646–661, doi:10.3390/en20300646.
- Ugo Bardi et al.: Turning electricity into food: the role of renewable energy in the future of agriculture. In: Journal of Cleaner Production. Band 53, 2013, S. 224–231, doi:10.1016/j.jclepro.2013.04.014.
- Sgouris Sgouridis et al.: Comparative net energy analysis of renewable electricity and carbon capture and storage. In: Nature Energy. 2019, doi:10.1038/s41560-019-0365-7.